# Gränna
Gränna ([ˈgrænːa]ⓘ) es una localidad del norte municipio de Jönköping, en la provincia homónima, al sur de Suecia. 

## Historia
Gränna está situada sobre la ribera sudoriental del lago Vättern, frente a la isla de Visingsö, la cual presta servicios de transbordadores a la ciudad. Fue fundada en 1652 por Per Brahe, el joven. Famosa por su arquitectura en madera, sus cultivos frutales y la fabricación de “polkagrisar" (bastones de caramelo).

## Galería

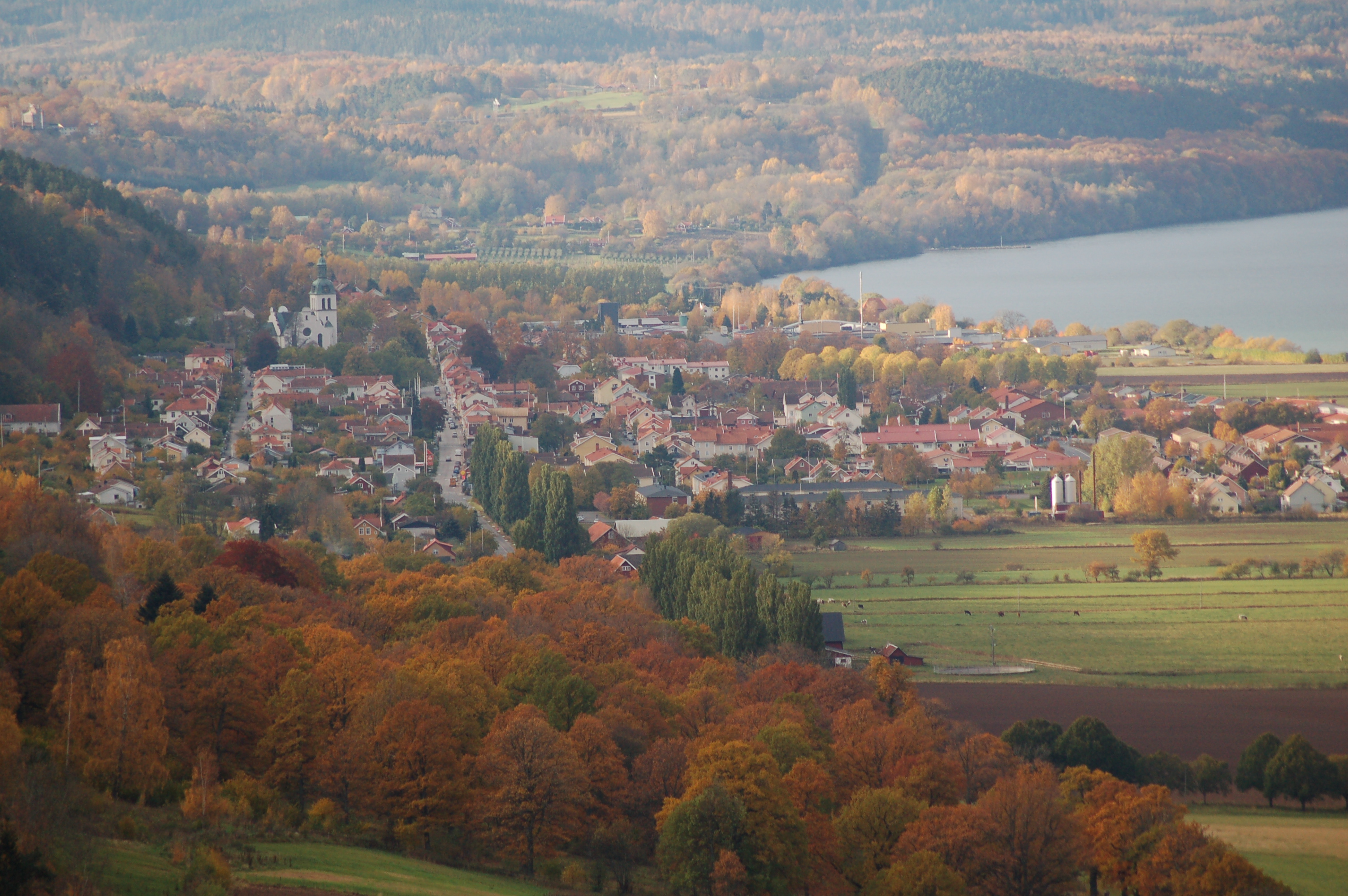
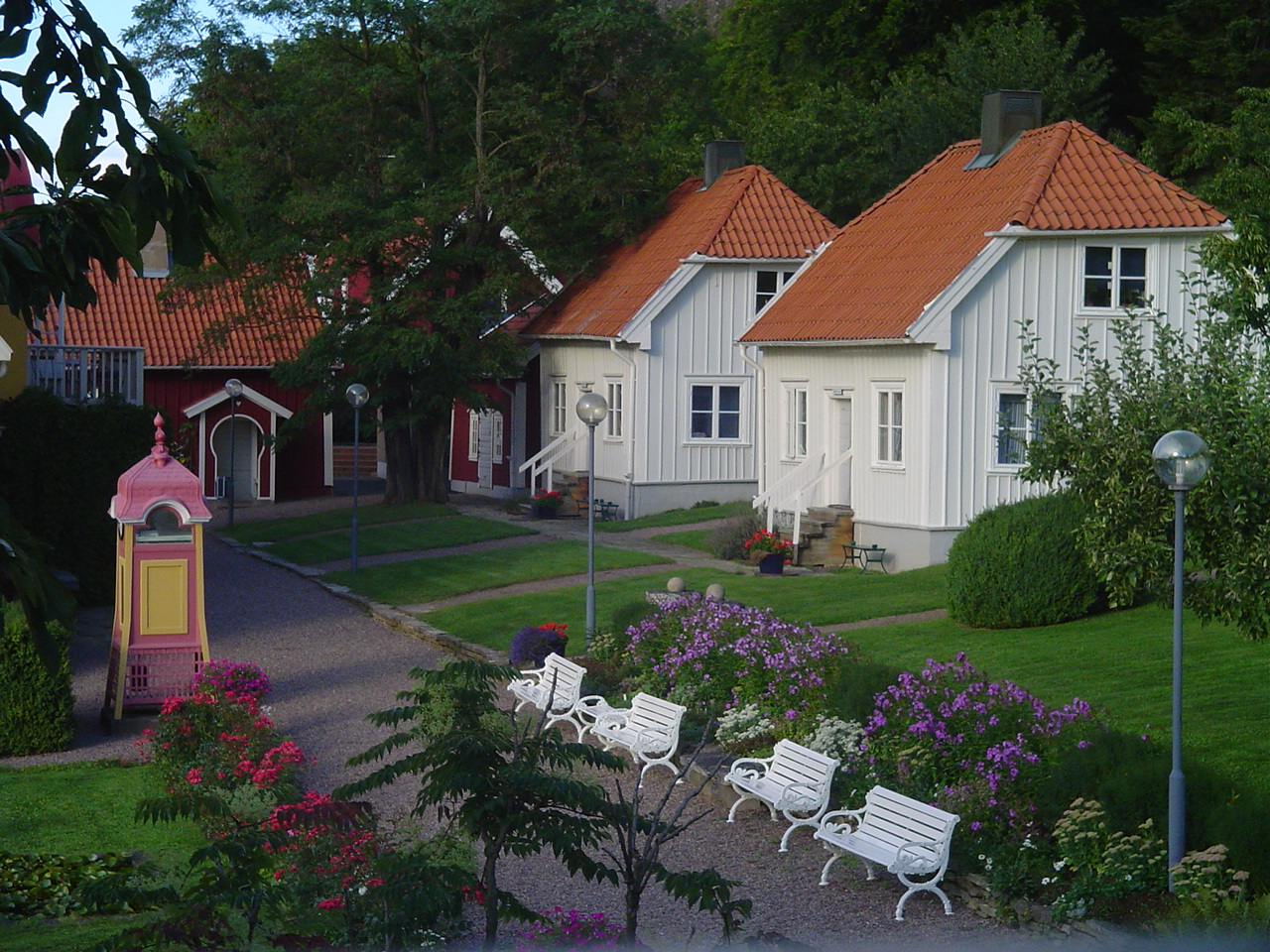
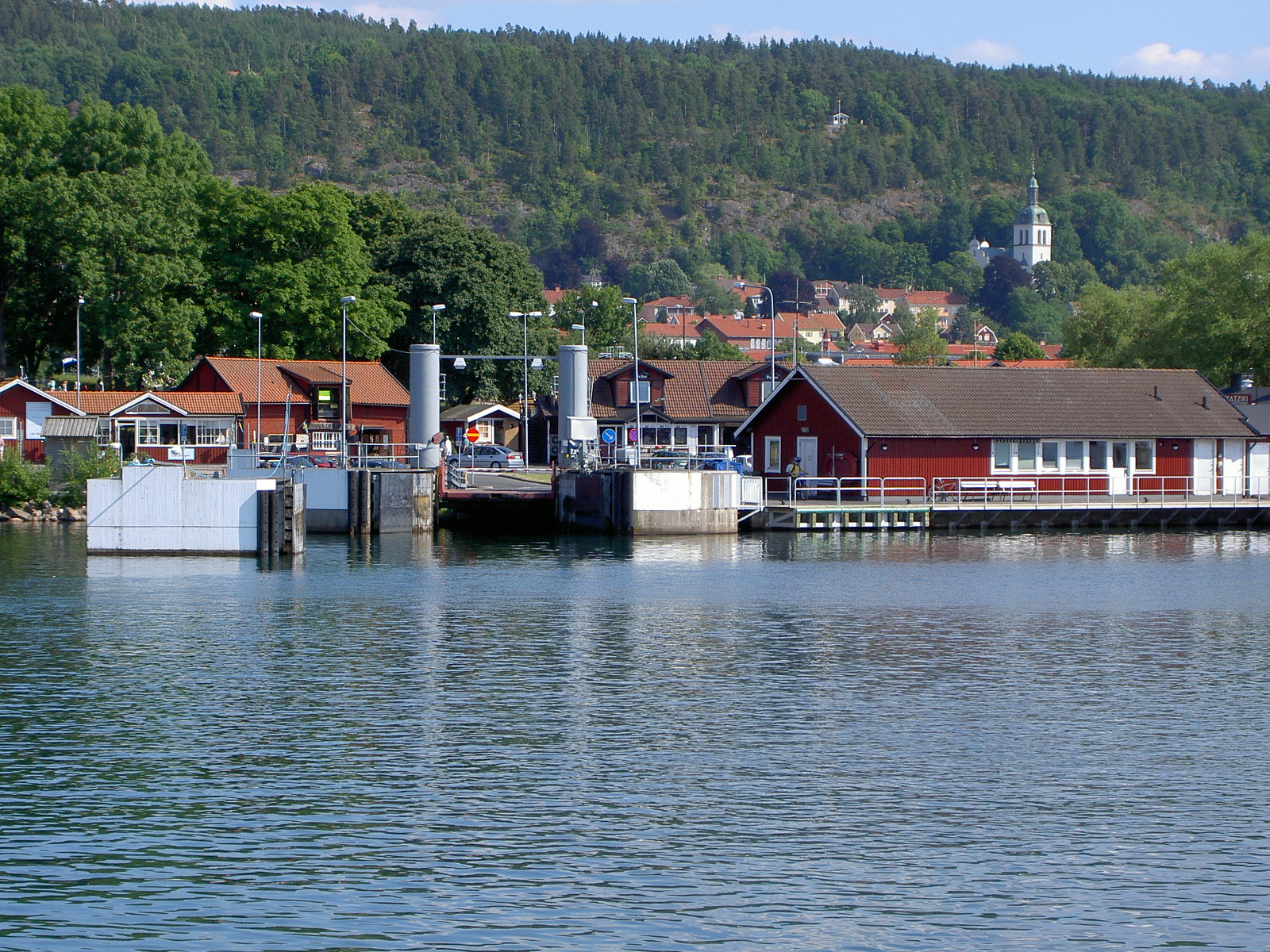
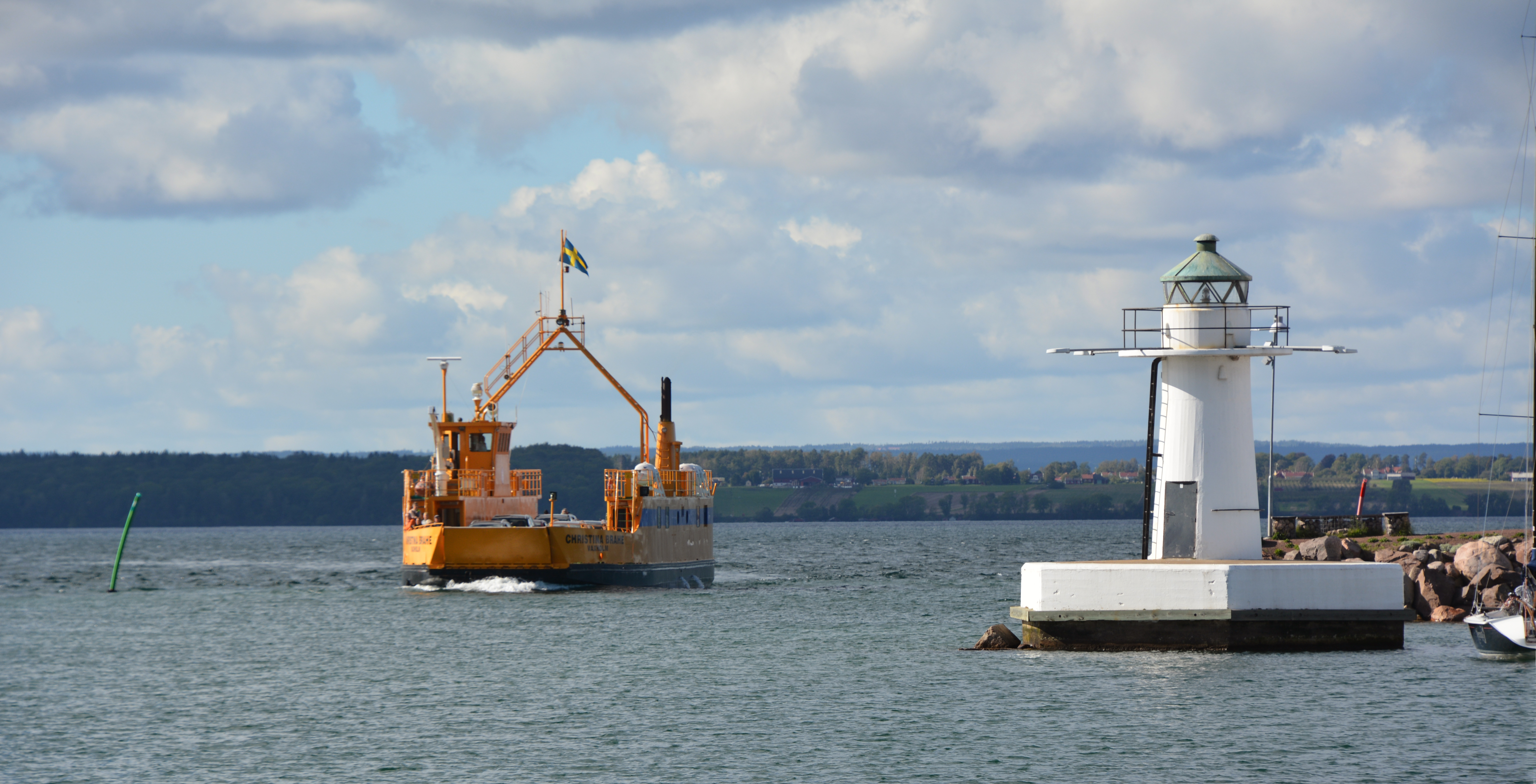

## Demografía
| Gráfica de evolución de Gränna entre 1960 y 2018 |
|                                                  |

## Personajes ilustres
- Salomon August Andrée, que intentara llegar al polo norte a través de una expedición en globo aerostático.
- Amalia Eriksson,  empresaria, conocida como la inventora del Polkagris.